# Courchapon
Courchapon – miejscowość i gmina we Francji, w regionie Burgundia-Franche-Comté, w departamencie Doubs.
Według danych na rok 1990 gminę zamieszkiwały 124 osoby, a gęstość zaludnienia wynosiła 23 osoby/km² (wśród 1786 gmin Franche-Comté Courchapon plasuje się na 619. miejscu pod względem liczby ludności, natomiast pod względem powierzchni na miejscu 774.).